# Sigmund II. von Brandis

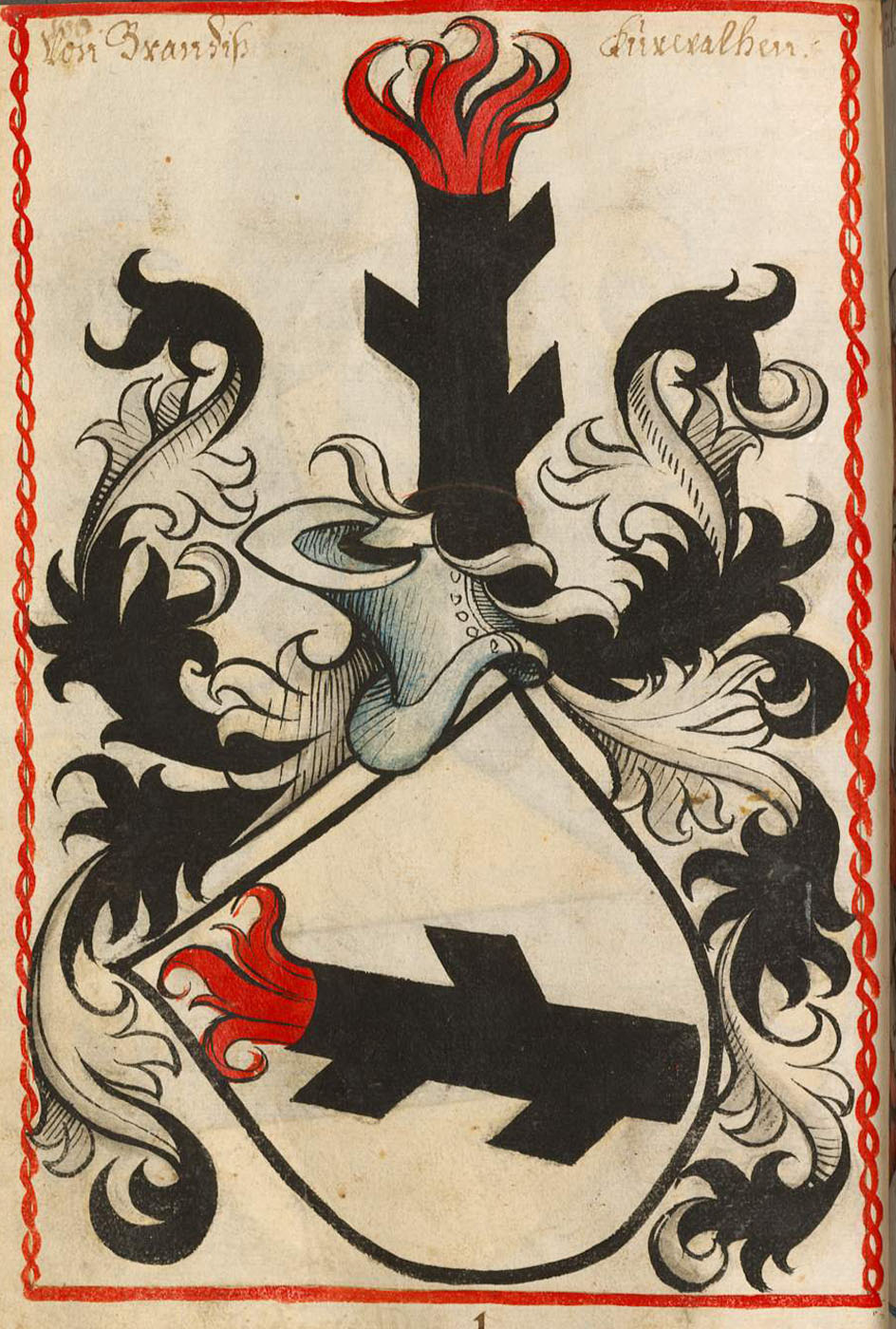
Wappen der Herren von Brandis aus dem Scheiblerschen Wappenbuch 1450–1480

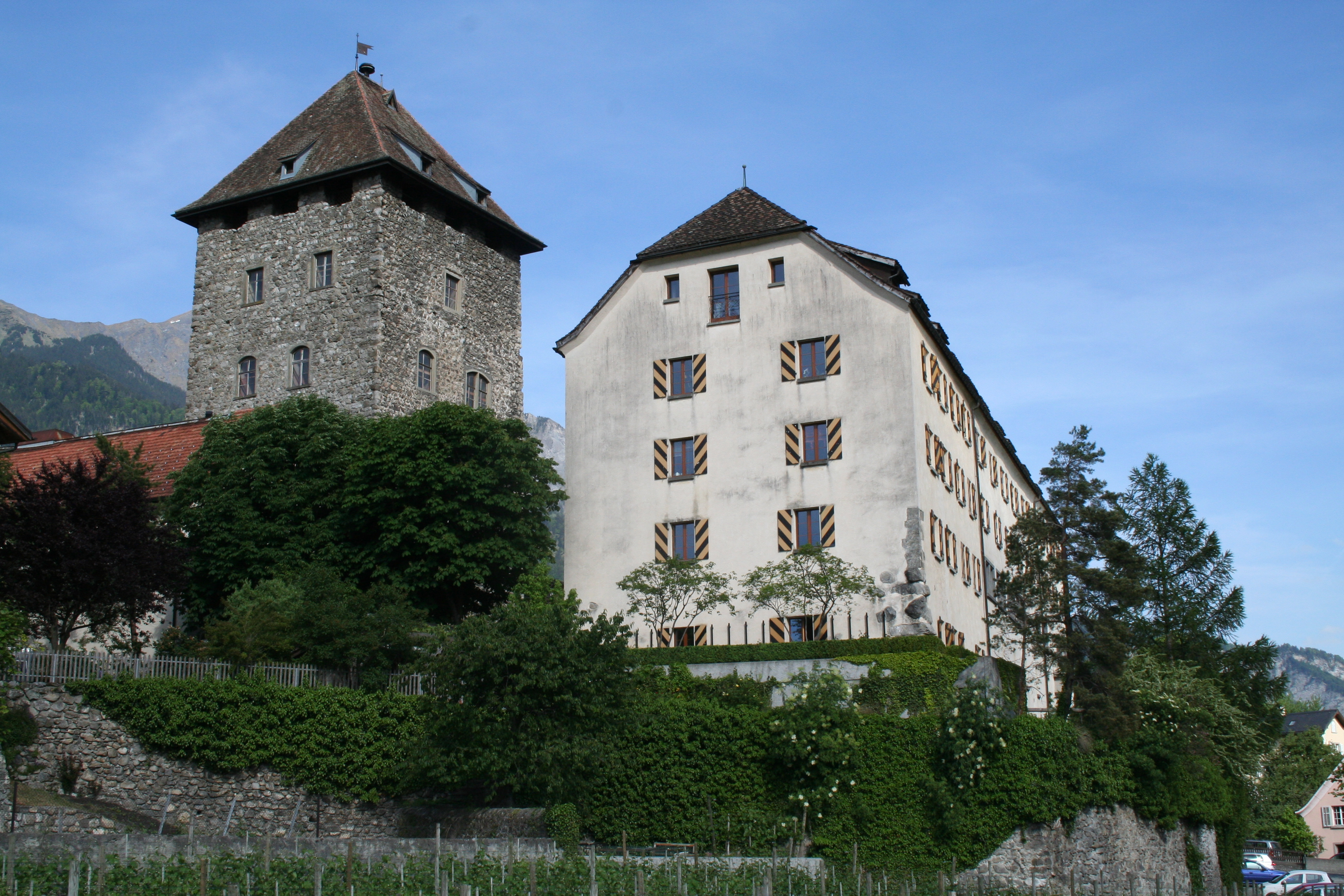
1499 wurde Sigmund II. von Brandis von Bündner Truppen in seinem Schloss in Maienfeld gefangen genommen. Er weigerte sich, im Gegensatz zu seinem Bruder Ludwig, vor den Bündner Truppen zu fliehen.

Sigmund II. von Brandis (* vor 1486; † 18. November 1507) war ein Mitglied des Schweizer Geschlechts der Freiherren von Brandis. Bekannt wurde er durch seine Festnahme und Geiselhaft zusammen mit seinem Bruder  Ludwig während des Schwabenkrieges 1499. Ludwig wurde in Luzern gefangen gehalten, Sigmund in Chur. Er war, zusammen mit seinen Geschwistern, Herrscher über Schellenberg und Vaduz, im heutigen Fürstentum Liechtenstein. Auch war er Herrscher über Maienfeld im heutigen Graubünden und Blumenegg in Vorarlberg.

## Familie
Sigmund von Brandis war ein Sohn von Ulrich von Brandis und seiner Frau Praxedis von Helfenstein sowie Enkel des Wolfhart V. von Brandis. Er hatte einen Bruder Ludwig von Brandis, mit dem er sich die Herrschaft der Freiherren im Rheintal teilte. Vier weitere Brüder schlugen eine geistliche Laufbahn ein. Sein älterer Bruder Ludwig übernahm die Herrschaft über Schellenberg und Vaduz, er selber die Herrschaft über Maienfeld und Blumenegg. Sigmund II. von Brandis war mit Katharina von Hewen verheiratet. Aus der Ehe gingen keine Nachkommen hervor. Sein jüngster Bruder Johannes von Brandis war der letzte männliche Nachkommen der Herren von Brandis. Dieser verkaufte später die Territorien an die Grafen von Sulz aus Rottweil und an die Drei Bünde.

## Leben und Wirken
Nach dem Tod seines Vaters 1486 trat Sigmund zusammen mit seinem Bruder Ludwig das gemeinsame Erbe an. 1492 und 1496 wurden diese Belehnungen der beiden Brüder vom deutschen König bestätigt. Sigmund II. war nach einer internen Teilung für Maienfeld und Blumenegg zuständig. Er war in Rechtskonflikte mit der Stadt Maienfeld verwickelt.
Zu Beginn des Schwabenkrieges lagerten die Truppen der Eidgenossen in Sargans, die kaiserlichen Truppen in Balzers und die Truppen der Drei Bünde in Maienfeld und auf dem St. Luzisteig – einem Pass, der das österreichische Feldkirch mit dem bünderischen Maienfeld verband. Die Brüder waren in einer schwierigen Situation. Einerseits waren sie dem Habsburger Kaiser zur Treue verpflichtet, anderseits der Alten Eidgenossenschaft, da sie Bürger der Stadt Bern waren und ihre Vorfahren das Burgrecht mit dieser eingegangen waren. Durch den Besitz der Herrschaft Maienfeld waren sie aber auch Teil der Drei Bünde. Am 6. Februar 1499 überschritten Truppen des Urner Hauptmanns Heini Wolleb kurzzeitig den Rhein und setzten einige Häuser in Balzers in Brand. Dies gilt als der Beginn des Schwaben- oder Schweizerkrieges. Der Konflikt soll durch gegenseitige Beschimpfungen über den Rhein hinweg ausgelöst worden sein.
Die Landsknechte des Schwäbischen Bundes im Dienst des Kaisers griffen am folgenden Tag die Stellungen der Bündner am St. Luzisteig an und besetzten Maienfeld. Doch die Bündner gaben sich nicht geschlagen und griffen Maienfeld noch am selben Tag an. Dabei schlugen sie die schwäbischen Truppen in die Flucht und nahmen den Burgherrn Sigmund II. gefangen, der sich – im Gegensatz zu seinem Bruder Ludwig – weigerte zu flüchten. Nach der Wiedereroberung von Maienfeld stürmten die Bündner die Befestigungen von St. Luzisteig und eroberten Balzers. Am 12. Februar griffen die bei Sargans lagernden Eidgenossen in die Kämpfe ein und schlugen die kaiserlichen schwäbischen Truppen im Gefecht bei Triesen. Am 13. Februar nahmen die verbündeten Bündner und eidgenössischen Truppen Vaduz ein und nahmen auch Ludwig von Brandis gefangen. Dieser bot in Verhandlungen 20.000 Gulden für seine Freilassung und für die Unversehrtheit seiner Grafschaft Vaduz. Die Verbündeten gingen auf einen solchen Handel nicht ein und brachten ihn in der Nacht vom 13. auf den 14. Februar zuerst nach Werdenberg, dann über Rapperswil nach Luzern. Sein Bruder wurde in Chur inhaftiert. Die schwäbischen und eidgenössischen Truppen verwüsteten und plünderten die Herrschaften Vaduz und Schellenberg.
Am 8. Juli beschäftigte sich die Tagsatzung in Luzern mit den gefangenen Herren. Die Situation war schwierig, da diese auch Bürger der Stadt Bern waren und als solche unter deren Schutz standen. Die Tagsatzung wollte sie freilassen, aber der in Diensten der Eidgenossen stehende Ulrich von Sax forderte einen Tausch von Sigmund II. von Brandis gegen den von den kaiserlichen Truppen gefangen genommenen Ammann von Appenzell Rudolf von Rappenstein, einem Verbündeten von Sax.
Nach dem Frieden zu Basel beschloss die Tagsatzung die Freilassung der beiden Brüder und die Wiedereinsetzung in ihre Herrschaftsgebiete. Am 13. Dezember schworen die Untertanen in Schellenberg und Vaduz den Herren von Brandis wieder die Treue. Auch Blumenegg und Maienfeld wurden wieder Teil des Herrschaftsgebietes der Brüder. Zumindest übte Sigmund II. zwischen 1502 und 1504 die Gewalt über Maienfeld aus.
Er plante aber die Herrschaft Maienfeld und Blumenegg an den römisch, deutschen König   König Maximilian, dem späteren Deutschen Kaiser, zu verkaufen. Er erhielt 1505 dafür eine Anzahlung in Höhe von 1100 Gulden. Nach dem Tod seines Bruders Ludwig liess er sich die Herrschafts-Rechte über Vaduz und Schellenberg am 2. August 1507 nach dem Reichstag in Konstanz vom Kaiser bestätigen. Durch seinen Tod kam der Verkauf aber nicht mehr zustande.
Durch die Kämpfe war das Land verwüstet und nur wenige Jahre später (1509–1512) wurden die Herrschaften Schellenberg, Vaduz und Blumenegg an die Grafen von Sulz verkauft. Maienfeld wurde 1510 an die Drei Bünde verkauft.